# 宮城県北部地震
宮城県北部地震（みやぎけんほくぶじしん）は、宮城県北部を震源とする内陸地殻内地震を指す。

## 1861年
1861年10月21日 （文久元年9月18日）に発生した被害地震。震央位置と規模は研究者によって異なり、宇佐美(1987)は、141.150E, 38.55N M6.4としているが、羽鳥(1957)は宮城県沖 142.0E, 38.20N M7.4 としている。渡辺偉夫(1993)は羽鳥(1957)の推定を支持し宮城県沖であったとしている。

## 1900年
1900年（明治33年）5月12日、宮城県北部の小牛田村付近（北緯38度32分 東経141度03分 / 北緯38.533度 東経141.050度）を震央として発生したMs 6.4の内陸地殻内地震。陸前北部地震とも呼ばれる。
死傷者18名、家屋全壊44戸（警察の統計）。被害は遠田郡が最大で、桃生・登米・志田の各郡でも大きな被害を出した。遠田郡南小牛田村では64戸の45戸が大破・転倒。栗原郡若柳町では家屋全壊5棟、半壊2棟、破損27棟、土蔵の崩壊20棟。仙台では壁に亀裂が入った程度の被害にとどまり、塩釜では煙突が倒れた他、石垣が崩れるなどの被害が出た。1962年の地震よりも有感範囲が広く、被害分布から推定される震央は1962年の地震よりも南側にあったと推定されている。震度分布資料の正確性を疑問視する見解がある。

## 1962年
1962年（昭和37年）4月30日11時26分24秒、宮城県北部で発生した地震。震源は、宮城県登米郡（現:登米市）迫町付近（北緯38度44.4分、東経141度8.3分）で、震源の深さは19km、地震の規模を示すM 6.5。
被害は田尻町、南方村（現:登米市南方町）が中心で、死者3人、負傷者272人、建物全壊340棟、半壊1114棟。瀬峰駅の南で貨車が脱線転覆し、古川市で江合橋の橋桁がずれるなど、鉄道や道路の被害が目立った。

## 1996年
1996年（平成8年）8月11日の未明から早朝にかけて、栗駒山の南麓付近を震源に最大震度5の地震が3回発生。3時12分にM5.9、3時54分にM5.4 、8時10分にM5.7であった。最も被害を受けたのは宮城県の鳴子町（現:大崎市）鬼首地区であった。負傷者16人、損壊した家屋は200棟を超えた。
気象庁の発表では、秋田県内陸南部が震源とされている。2008年に発生した岩手・宮城内陸地震の震源域の西側にあたる。この地震は『鬼首群発地震』、『秋田・宮城県境地震』とも呼ばれている。

## 2003年
2003年（平成15年）7月26日に宮城県北部（鳴瀬町、矢本町、河南町周辺）を震源として連続的に発生した地震で、最大震度6の地震が1日の内に3回発生した。『宮城県連続地震』または『宮城県北部連続地震』とも呼ばれている。
| 発生日時        | 震央                                                          | 深さ | 規模 | 最大震度 | 備考     |
| --------------- | ------------------------------------------------------------- | ---- | ---- | -------- | -------- |
| 7月26日0時13分  | 北緯38度26.0分 東経141度09.8分 / 北緯38.4333度 東経141.1633度 | 12km | M5.6 | 6弱      | 前震     |
| 7月26日7時13分  | 北緯38度24.3分 東経141度10.2分 / 北緯38.4050度 東経141.1700度 | 12km | M6.4 | 6強      | 本震     |
| 7月26日10時22分 | 北緯38度27.3分 東経141度09.8分 / 北緯38.4550度 東経141.1633度 | 13km | M5.1 | 5弱      | 余震     |
| 7月26日16時56分 | 北緯38度30.0分 東経141度11.3分 / 北緯38.5000度 東経141.1883度 | 12km | M5.5 | 6弱      | 最大余震 |
| 7月28日4時08分  | 北緯38度27.5分 東経141度08.9分 / 北緯38.4583度 東経141.1483度 | 14km | M5.1 | 5弱      | 余震     |

この地震の特徴は、本震と思われた強い前震の後に、さらに強い揺れの本震が発生したことである。0時13分に震度6弱の前震が発生し、そのちょうど7時間後（7時13分）に震度6強の本震が発生した。16時56分には最大余震が発生して再び震度6弱の揺れを観測した。震源の深さがいずれも12km前後と浅かったため、大きな揺れとなった。
| 震度 | 都道府県 | 観測点名                                                                 |
| ---- | -------- | ------------------------------------------------------------------------ |
| 6弱  | 宮城県   | 矢本町矢本・鳴瀬町小野                                                   |
| 5強  | 宮城県   | 鹿島台町平渡・南郷町木間塚                                               |
| 5弱  | 宮城県   | 石巻市泉町・大郷町粕川・松山町千石・涌谷町新町・田尻町沼部・河南町前谷地 |

| 震度 | 都道府県 | 観測点名 |
| ---- | -------- | --- |
| 6強  | 宮城県   | 南郷町木間塚・矢本町矢本・鳴瀬町小野 |
| 6弱  | 宮城県   | 鹿島台町平渡・涌谷町新町・小牛田町北浦・河南町前谷地・桃生町中津山                                                                           |
| 5強  | 宮城県   | 石巻市泉町・古川市三日町・松山町千石・田尻町沼部・米山町西野                                                                                 |
| 5弱  | 宮城県   | 大郷町粕川・大郷町粕川・高清水町中町・一迫町真坂・瀬峰町藤沢・金成町沢辺・志波姫町沼崎・迫町佐沼・河北町相野谷・三本木町三本木・仙台泉区将監 |

| 震度 | 都道府県 | 観測点名                 |
| ---- | -------- | ------------------------ |
| 6弱  | 宮城県   | 河南町前谷地             |
| 5強  | 宮城県   | 涌谷町新町・南郷町木間塚 |
| 5弱  | 宮城県   | 桃生町中津山             |

なお、2005年4月の自治体合併で鳴瀬町と矢本町は東松島市となり、河南町は石巻市の一部となったほか、2006年の地域名称変更により、現在の地域名称では震源地は宮城県中部である。
加速度は、0時13分に発生した前震において、鳴瀬町小野観測点（震度6弱・計測震度5.9）で観測史上最大の2037.1gal（ガル）が観測された。
宮城県ではこの地震のちょうど2ヶ月前に発生した三陸南地震でも大きな揺れを観測したが、三陸南地震が太平洋プレート内部で発生したスラブ内地震であるのに対して、2ヶ月後の宮城県北部地震は内陸で発生した直下型の浅い地震であり、両者は発生メカニズム、すなわち地震のタイプが異なる。
本震の発震機構は、東西方向に圧力軸をもつ逆断層型である。本震の発震機構や余震活動の震源分布などから、震源断層はほぼ南北走向・西傾斜の逆断層と推定されている。また、本震の震源過程の解析から、大規模なずれ破壊は断層面の浅い領域で発生したことが推定された。
震源は「旭山撓曲」と呼ばれる推定活断層の直下にあり、この断層が活動したのではないかと地表踏査が行われたが、地表の震源断層は確認されなかった。旭山撓曲は、文部科学省が実施している活断層調査の調査対象（98断層帯）には含まれていなかった。しかしその後の調査の結果、別の活断層が旭山撓曲の東側で発見され「須江断層」と命名された。この断層は現在より2000万年以上前に形成された断層であり、それが再活動したと考えられている。須江断層を地下へ延長すると、この地震の震源に重なることから、この断層が震源である可能性が高い。
被害の概要は、負傷者677人、住宅全壊1,276棟、半壊3,809棟、一部破損10,976棟。これらの被害の多くは本震によるもので、死者が出なかったのは前震で警戒感が高まっていたからだとも推測されている。
| 都道府県 | 人的被害 (人) | 人的被害 (人) | 住宅被害 (棟) | 住宅被害 (棟) | 住宅被害 (棟) |
| 都道府県 | 死者          | 負傷者        | 全壊          | 半壊          | 一部破損      |
| -------- | ------------- | ------------- | ------------- | ------------- | ------------- |
| 宮城県   | 0             | 675           | 1,276         | 3,809         | 10,975        |
| 岩手県   | 0             | 0             | 0             | 0             | 1             |
| 山形県   | 0             | 2             | 0             | 0             | 0             |
| 計       | 0             | 677           | 1,276         | 3,809         | 10,976        |

翌7月27日、航空自衛隊松島基地で航空祭が予定されていたが中止となった。地震の影響で基地内の一部が損傷し、松島基地内に災害対策本部が設けられ、航空祭どころではなくなった。
航空祭開催予定日の朝、航空祭が中止になった事を知らずに多くの人が基地を訪れてしまい、急遽基地正面門前や最寄り駅に隊員を派遣して、「航空祭は中止になりました」との呼びかけや対応を行った。
瑞巌寺では、国宝に指定されている本堂の壁など50ヶ所以上で亀裂が入ったり、剥落する被害が発生した。水道や電気などのライフラインも地震の影響によりストップしたため、約10万戸が停電、約1万世帯以上が断水した。強い揺れを観測した鳴瀬町付近では、2ヶ月前の三陸南地震でも発生した液状化が見られた。